# Spanyolország világörökségi helyszínei
Spanyolország területéről eddig ötven helyszín került fel a világörökségi listára, harmincöt helyszín a javaslati listán várakozik a felvételre.
| | Córdoba történelmi központja |
| 1984, kiterjesztés: 1994 |                              |
| Kulturális (I)(II)(III)(IV) |                              |
| Hivatkozás: 313 |                              |
| Córdoba már az i. e. 3. században virágzó, akkor karthágói település volt. I. e. 206-ban került római uralom alá, ebből a korból való a Puente Romano, a római híd, ami egykor a Via Augusta része volt. Később vizigótok, majd a 8. században arabok foglalták el, akik mecsetet építettek egy korábbi keresztény templom fölé. Az Omajjádok idején Córdoba lett a kalifátus központja és a világ egyik legjelentősebb településévé vált. Ekkor épült a Mezquita (Nagymecset) az iszlám világ egyik legnagyobb és legszebb építménye. A város 1236-ban keresztény kézre került, ekkor a mecsetet keresztény templommá alakították át. Córdoba határváros lett, ezért megerősítették. Jelentős épületei a 14. századi királyi rezidencia az Alcazár de los Reyes Cristianos, a középkori erőd, a San Jacinto-templom ami jelenleg kongresszusi palota és kiállítóközpont, a zsidónegyed Córdoba utolsó zsinagógájával, valamint kápolnák, a papnevelde és a 18. századból származó polgári épületek. |                              |

| | Az Alhambra, az El Generalife és az Albaicín |
| 1984, kiterjesztés 1994 |                                              |
| Kulturális (I)(III)(IV) |                                              |
| Hivatkozás: 314 |                                              |
| Az Alhambra palota, a Generalife rezidencia és az Albaicín lakónegyed Granada legfőbb műemlékei. A kezdeti mór időszakban a település a Córdobai Kalifátus része volt, majd 1031-től független Granadai Emírségként fejlődött tovább. Az Alhambrát 1238-ban kezdték építeni és a 14. században fejezték be. Az uralkodók székhelyéül szolgáló épületegyüttes Spanyolország legjelentősebb iszlám műemléke. Mozaikokkal és kerámiával díszített pavilonokból, termekből, udvarokból, mecsetből, műhelyekből, őrházakból áll, amelyeket a Mirtusz udvar és az Oroszlános udvar köré szerveztek. A mór uralomnak 1492-ben lett vége, a 16. századtól az épületegyüttes pusztulni kezdett majd a 19. században felújították. A Generalife palota teraszos kertjeit és medencéit 1319-től kezdték el kialakítani, a palota pavilonokból, nyári lakokból és egy lakónegyedből áll. A szomszédos helyen található óváros az Albaicín lakónegyed sikátoraival és tereivel. Kialakítására jellemző, hogy a mór nemzeti építészet stílusjegyei harmonikusan illeszkednek az andalúziai építészeti hagyományokhoz. |                                              |

| | Burgosi katedrális |
| 1984, kisebb változtatás: 2014 |                    |
| Kulturális (II)(IV)(VI) |                    |
| Védett terület: 1,03 ha, puffer zóna: 78,107 ha, hivatkozás: 316 |                    |
| A Santiago de Compostelába vezető zarándokút mentén fekvő, a 13. században elkezdett és 1567-ben befejezett burgosi Szűz Mária-katedrális a spanyol gótikus építészet egyik legszebb alkotása. A 15. és a 16. Században az eredeti tervekhez képest átalakították és kibővítették, ennek ellenére megőrizte eredetei jellegzetességeit. Az építkezés első szakasza 1293-ban ért véget, majd közel két évszázados szünet után kezdték újra a 15. század közepén. Főhomlokzatát szobrokkal díszítették, ablakai a 15. században nyerték el végső formájukat. Az északi homlokzat és a kereszthajóba nyíló déli kapu a 13. században készült. A kereszthajó északi bejáratán, a Puerta de la Coroneirón francia szoboregyüttesek hatása figyelhető meg. Az épület belsejét festményekkel, kórusülésekkel, oltárdíszekkel, szobrokkal, síremlékekkel, és festett üvegablakokkal díszítették. A templom legszebb kápolnája a késő gótikus Capilla de Condestable (a 15. század végéről), amelyet Kasztília főkapitánya Pedro Fernández de Velasio sírja fölé emeltek. Az épületegyüttes kétszintes kerengőjét 1280 körül fejezték be szintén francia minták alapján. |                    |

| | San Lorenzo de El Escorial-i királyi kolostor |
| 1984 |                                               |
| Kulturális (I)(II)(VI) |                                               |
| Védett terület: 94,11 ha, hivatkozás: 318 |                                               |
| A Szent Lőrincnek ajánlott királyi kolostort 1561-ben kezdték építeni II. Fülöp király parancsára a franciák felett aratott győzelmek után. Az épületegyüttes Madridtól körülbelül 60 kilométerre található, ahol korábban az uralkodók nyári lakhelye volt. Az építkezést Juan Bautista del Toledo irányítása alatt kezdték el, majd halála után 1567-től Juan de Herrera vezetésével folytatták és 1584 körül fejezték be. A rideg külsejű, sárgás gránitból emelt épület alaprajza Szent Lőrinc rostélyának alakjára utal. Az épületegyüttes a királyi család magánszobáiból, szalonokból, a kolostortemplomól, a királyi mauzóleumból, a könyvtárból, tornyokból stb. áll, és 16 belső udvart foglal magába. II. Fülöp uraldokása óta az itteni mauzóleumban temetik el a királyi család tagjait. A könyvtárban körülbelül 40 000 kötetet őriznek, köztük számos értékes ritkaságot. A könyvtár falait és mennyezetét Pellegrino Tibaldi freskói díszítik. A 16. század végén az Escorial volt a kor legjelentősebb európai politikai központja, és sokáig nagy épületkomplexumok tervezésekor erről az épületről vettek mintát. |                                               |

| | Antoni Gaudí munkái |
| 1984, kiterjesztés: 2005 |                     |
| Kulturális (I)(II)(IV) |                     |
| Hivatkozás: 320 |                     |
| Antoni Gaudí a modernizmus egyik kiemelkedő építésze volt, elsősorban Barcelona számára készített lakó- és középületeket. Barcelona mellett kevés olyan város van, amelynek arculatát ennyire egy művész határozta volna meg. A városban és környékén található hét épülete kivételes kreatív készségről árulkodik, eklektikus, egyben egyedi stílust képviselnek. Jellegzetességeik az organikus formák és a díszítések sokasága. A világörökségi helyszínhez tartozik a Vicens ház, amelyhez a mudéjar stílusból kölcsönzött elemeket, a jelenleg is épülő világhírű Sagrada Falímia-templom, az 1905 és 1911 között épült többemeletes lakóház a Casa Milà, egy városi palota a Casa Batlló és az Eusebi Güell barcelonai iparmágnás megrendelésére készült Güell-palota, Güell park és a Güell-kolónia kriptája. A 19. század végén és a 20. század elején Gaudi alkotásai hozzájárultak az építészet és az építkezési technológiák fejlődéséhez. |                     |

| | Altamira-barlang és Észak-Spanyolország paleolitikus barlangi művészete |
| 1985, kiterjesztés: 2008 |                                                                         |
| Kulturális (I)(III) |                                                                         |
| Puffer zóna: 2 234,7 ha, hivatkozás: 310 |                                                                         |
| A világörökségi helyszínhez a világhírű Altamira-barlang mellett Észak-Spanyolország további 17 barlangja tartozik. A barlangokban i. e. 35 000 és i. e. 10 000 között keletkezett alkotások láthatók, készítésükhöz az okker, a vörös és a fekete különböző árnyalatait használták fel. A jégkorszaki élőlények mellett elvontabb dolgokat is ábrázoltak. A legjelentősebb alkotás az Altamira-barlang 18 x 9 méteres, életnagyságú bölénycsordát megjelenítő festménye. A bölények mellett lovakat, szarvasokat és vaddisznókat is festettek a falakra, finom árnyékolási technikákkal élethűvé varázsolva az állatokat. Felismerhetőek egyedi jellemvonásaik, szőrzetük, sörényük, testtartásuk változatos amihez kihasználták a barlang falának egyenetlenségeit. Észak-Spanyolország barlangi művészete egy nagyobb egység része, amely az Urál-hegységtől egészen Ibériáig terjed és a kőkorszaki kultúra leglényegesebb emlékeinek egyike Európában. |                                                                         |

| | Segovia óvárosa és római vízvezetéke |
| 1985, kisebb módosítás: 2015 |                                      |
| Kulturális (I)(III)(IV) |                                      |
| Védett terület: 134,28 ha, puffer zóna: 401,44 ha, hivatkozás: 311 |                                      |
| Segovia legismertebb műemléke az i. sz. 1. században épített római vízvezeték, amely 18 kilométer hosszan vezette a Frio folyó vizét a városba. A vízvezeték gránittömbökből épült, kötőanyag nélkül, legmagasabb pontja 28,5 méter, lejtése 1%. Egy szakaszát a 15. század végén helyreállították. A város középkori műemlékei is jelentősek, számos román stílusú temploma van, sajátos, találkozóhelyként funkcionáló fedett körfolyosókkal. A vár (Alcázar) gótikus formáját a 13. században nyerte el, itt koronázták meg Kasztíliai Izabellát 1474-ben. A késő gótikus székesegyházat a 16. század kezdték építeni korábbi leégett román stílusú templom helyén. Ez az egyik legkésőbbi gótikus stílusú templom Európában, tornya 88 méteres, a négyezet fölötti boltozata 67 méter magas. |                                      |

| | Oviedo és az Asztúriai Királyság műemlékei |
| 1985, kiterjesztés: 1998 |                                            |
| Kulturális (I)(II)(IV) |                                            |
| Védett terület: 0,2 ha, puffer zóna: 657 ha, hivatkozás: 312 |                                            |
| Ovideo Spanyolország elfoglalása után is keresztény központ maradt. A területen a 8. és a 10. század között egy jellegzetes, kevert építészeti stílus alakult ki, ami római, vizigót és mór építészeti elemeket ötvözött. Ez a román kort megelőző építészeti stílus hatott a félsziget későbbi egyházi építészetének fejlődésére. A legjelentősebb alkotások bazilika jellegű, támpillérek helyett inkább oszlopokkal épített templomok, valamint a Santa Maria del Naranco egy 9. századi kétszintes királyi palota, amelyet később szintén templommá alakítottak át. Az épületeket gazdagon díszítették, a kapuzatok, az oszlopok és az oszlopfők faragványain és domborművein keleties hatás figyelhető meg. A legszebb épületek közé tartozik az Ovideóban álló San Julián de los Prados (812-842), a várostól délre álló Santa Cristina de Lena (850 körül), a romokban álló San Miguel de Lillo, valamint a Foucaládaként ismert jelentős vízmérnöki szerkezet és a Cámara Santa, az ovideói katedrális legrégebbi szentélye, a hajdani palotakápolna. |                                            |

| | Santiago de Compostela (óváros) |
| 1985 |                                 |
| Kulturális (I)(II)(VI) |                                 |
| Védett terület: 107,59 ha, puffer zóna: 216,88 ha, hivatkozás: 347 |                                 |
| Santiago de Compostela a középkori Galiciai Királyság fővárosa, a katolikus világ harmadik legfontosabb zarándokhelye, neve összefonódott a középkori évszázadok egyik legfontosabb jelenségével a zarándoklattal. 997-ben a muszlimok kifosztották és lerombolták, majd a 11. században újjáépült és új építészeti arculatot is kapott. Ma is látható óvárosában román, gótikus, reneszánsz és barokk épületek is találhatók, központjában áll a Szent Jakab-katedrális ami főleg román stílusú. A legrégebbi épületek a katedrális körül helyezkednek el. A többször megnagyobbított templom építése csak 1750-ben fejeződött be, jellegzetessége barokk főhomlokzata és szintén barokk főoltára. Nyugati homlokzata mögött egy előcsarnokban a Portico de la Gloria (a Dicsőség kapuja) egy bizonyos Mateo mester román kori szobrászati remekműve. A katedrális mellett található a Gelmírez-palota, ami a román kori világi építészet egyik jelentős emléke. Az óvárosban polgári és egyházi épületek is állnak, köztük zárdák és templomok. |                                 |

| | Ávila óvárosa és templomai |
| 1985, kisebb módosítás: 2007 |                            |
| Kulturális (III)(IV) |                            |
| Védett terület: 36,4 ha, hivatkozás: 348 |                            |
| A települést a 11. században alapították azért, hogy a környéket megóvják a mór támadásoktól. Híres szülötte Ávilai Szent Teréz és itt található a főinkvizítor Tomás de Torquemada sírhelye is. Ávila középkori erődvárosának külső falai tökéletes épségben maradtak fenn. Építésük 1090-ben kezdődött, mai alakjukat a 12. században nyerték el. A félkör alakú, 88 bástyával megerősített és 9 kapuval tagolt fal átlagos vastagsága 3, teljes hossza 2557 méter. A város katedrálisa egyike az ország legősibb katedrálisainak. Az épület az erődrendszer része, román stílusú kórusával úgy építették bele a védműbe mint egy bástyát. Belsejében jelentős faragványok és szobrok találhatók. A városfalakon kívüli templomok közül legfontosabb a 12. századi San Vincente szép, román kori szobraival. Figyelemre méltó az 1482-ben épült Santo Tomás-templom, valamint a San Pedro-templom amelynek építése 1100-ban kezdődött. Ez utóbbi nyitott átriumában királyi fogadásokat tartottak és az uralkodók itt tettek esküt város kiváltságlevelének tiszteletben tartására. |                            |

| | Aragónia mudéjar stílusú építészete |
| 1986, kiterjesztés: 2001 |                                     |
| Kulturális (IV) |                                     |
| Védett terület: 4,26 ha, puffer zóna: 20,06 ha, hivatkozás: 378 |                                     |
| A mudéjar építészeti stílus a keresztény gótikus építészetet ötvözi a muszlim építészeti hagyományokkal. A 13. századtól a 17. század elejéig alkalmazott építési és díszítési stílus jellemzői a téglák és a mázzal borított csempék kifinomult használata. 1609-ben a reconquista után helyben maradt mórokat kiűzték az aragóniai területekről, ez ennek a művészeti stílusnak a végét jelentette. A leglátványosabb alkotások a mudéjar harangtornyok, valamint a templomok díszes festett famennyezetei. A legszebb mudéjar alkotások Teruel városban találhatók. A helyszín összesen tíz részből áll, az El Salvador, a San Martin, és a San Pedro templomok harangtornyai és a katedrális 13. századi mennyezete Teruelben, valamint Zaragoza közeli építmények. A San Salvador-templom harangtornya 1277 körül épült, a San Martin templomé a 14. századból való, mindkettőt díszes kerámiákkal borították. A mudéjar stílus díszítőelemeit ezen kívül kolostorokban, várakban, és lakóépületekben is megtalálhatók. |                                     |

| | Toledo történelmi óvárosa |
| 1986 |                           |
| Kulturális (I)(II)(III)(IV) |                           |
| Védett terület: 259,85 ha, puffer zóna: 7 669,28 ha, hivatkozás: 379 |                           |
| A több mint kétezer éve alapított Toledo Madridtól délnyugatra a Tajo folyó partján fekszik egy hegyfokon. Évszázadokon keresztül hatalmi központ volt, rómaiak, keresztények, muszlimok és zsidók lakták. Kezdetben római municipium volt, később a Vizigót Királyság fővárosa, utána a Córdobai Kalifátushoz tartozott, majd a Spanyol Birodalom átmeneti székhelye lett. Miután Madrid lett a főváros hanyatlani kezdett és ez elősegítette műemlékei megőrződését. A római korból maradtak meg egy vízvezeték maradványai és egy amfiteátrum. A városfalakat a 7. században kezdték építeni, majd többször is kibővítették. Több fürdő és egy mecset az arab fennhatóság emlékei. A zsidó lakosok zsinagógákat emeltek, az egyik a 12. században épült fel és még ma is működik, a másik 14. századi és jelenleg múzeumként üzemel. Ezen kívül középkori falak, erődítmények, hidak, utcák is fennmaradtak a történelmi városrészben. A központban áll a Santa Maria-székesegyház, amit a 15. században építettek egy mecset helyére. A dombon áll a város fellegvára az Alcazar. |                           |

| | Garajonay Nemzeti Park (Kanári-szigetek, La Gomera) |
| 1986 |                                                     |
| Természeti (VII)(IX) |                                                     |
| Védett terület: 3 984 ha, puffer zóna: 4 160 ha, hivatkozás: 380 |                                                     |
| A negyven négyzetkilométernyi nemzeti park a Kanári-szigetekhez tartozó La Gomera sziget középső részén terül el. Legmagasabb pontja 1487 méter, jelentős része egy erodált fennsík enyhébb és meredekebb lejtőkkel. Dús növényzetét a magas páratartalomnak és a bőséges vízhozamú forrásoknak és patakoknak köszönheti. Itt található a a Kanári-szigetek erdőinek fele, és a nemzeti park 70 százalékát a világ egyik legnagyobb összefüggő babérerdeje borítja. Ez az utolsó fennmaradt harmadidőszaki zárt babérerdő. Ez a fajta növénytakaró szinte teljesen eltűnt Dél-Európából és Észak-Afrikából. A jégkorszakot is átvészelő ősi ökoszisztémában tanulmányozható milyenek lehettek az erdőségek 65 millió évvel ezelőtt. Az itt élő növény és állatfajok között több endemikus faj is található, a nyilvántartásba vett 450 virágfajból 81 a szigeteken, 31 csak ezen a szigeten, 8 pedig csak a park területén él. Jellegzetes állata a kanárimadár, valamint a szürkefejű babérgalamb és a szürkefarkú babérgalamb. Ezen kívül a parkban eddig 960 gerinctelen állatfajt is azonosítottak. |                                                     |

| | Cáceres óvárosa |
| 1986, kisebb módosítás: 2016 |                 |
| Kulturális (III)(IV) |                 |
| Védett terület: 9 ha, puffer zóna: 60,63 ha, hivatkozás: 384 |                 |
| Az Extremadura tartományban fekvő Cáceres a reconquista utáni feudális városfejlődés egyik példája. Jelenlegi városképének részei a korábbi lakosok (rómaiak, muszlimok) által emelt épületek is. A római korban Colonia Norbensis Caesarina néven ismert település emléke a falak egy része amelyet az Almohádok bővítettek ki jelenlegi méretére a 12. és a 13. században. Az Almohád korból megmaradt még 30 torony is, köztük a leghíresebb a Torre del Bujaco. A városfal fölé magasodik a 30 méteres Los Pozos-torony. Később rivális klánok harcoltak a településen, ekkor épültek erődített házai. A 14. századtól gótikus templomokat emeltek, zárdákat építettek és palotákat az arisztokrácia számára. A paloták egy részét azonban a következő évszázadban az uralkodó parancsára lerombolták. A 16. században az Amerikából visszatérő meggazdagodott kalandorok újabb fényűző házakat építettek. A városkép legfeltűnőbb elemei a a gótikus San Mateo-székesegyház, és a Szűz Mária téren álló azonos nevű templom, mindkettő a 15. századból való. |                 |

| | A katedrális, az Alcazar és az Archivo de Indias Sevillában |
| 1987, kisebb módósítás: 2010 |                                                             |
| Kulturális (I)(II)(III)(VI) |                                                             |
| Védett terület: 12 ha, puffer zóna: 187 ha, hivatkozás: 383 |                                                             |
| A három épület Sevilla történelmi központjában áll. A katedrális a világ legnagyobb gótikus stílusban épült temploma. Híres harangtornya a Giralda a templom helyén korábban álló, a reconquista idején elpusztult Almohád mecset minaretje volt. A katedrálisban található Kolumbusz síremléke is. Az összetett szerkezetű templom legkorábbi épületelemei (oszlopfők) még vizigót eredetűek, ezek az arabok által a 8. században lerombolt keresztény katedrális részei voltak. A palotaerőd (Alcazar) legrégebbi részei szintén a 8. századra datálhatók, majd a 13. században királyi rezidencia lett és mudéjar stílusban kibővítették. A Régi Tőzsdepalota, amelyben az 1710-es években helyezték el a tengerentúli spanyol birodalom dokumentumait 1583 és 1598 között épült és eredetileg az árukereskedelem és a gyarmati kapcsolatok egyik központja volt. Az itt őrzött iratok fontos kordokumetumai a gyarmatosítás történetének. |                                                             |

| | Salamanca óvárosa |
| 1988 |                   |
| Kulturális (I)(II)(IV) |                   |
| Védett terület: 50,78 ha, puffer zóna: 130,3 ha, hivatkozás: 381 |                   |
| Salamancát a kelták alapították az i. e. 3. században. A középkorban többször is lerombolták, majd 1218-ban megalapították egyetemét, ami 1250-re olyan tekintélyt vívott ki magának, hogy egyike lett a nyugati világ négy legjelentősebb tudományos központjának Oxford, Párizs és Bologna mellett. A római korból fennmaradt legfontosabb emléke a Tormes folyón átívelő híd. A városközpontban sok román és gótikus építmény is látható. A település régi székesegyházát a 12. században építették román stílusban, ezt az épületet később belefoglalták egy késő gótikus új székesegyházba, amit a 16. század elején kezdtek építeni. Az egyetem közelében jelentős gótikus, reneszánsz és barokk épületcsoportok találhatók, az egyetem legkorábbi épülete a Hospital de Estudio 1413-ban épült. A 15. századra datálható fő épületei egy központi belső udvar köré csoportosulnak. A város központja a 18. század első felében kialakított Plaza Mayor, Salamanca főtere, Spanyolország egyik legszebb barokk tere. |                   |

| | Poblet-kolostor |
| 1991 |                 |
| Kulturális (I)(IV) |                 |
| Védett terület: 18 ha, puffer zóna: 162,5 ha, hivatkozás: 518 |                 |
| A Tarragona tartományban fekvő Poblet román és kora gótikus stílusú cisztercita kolostorát 1150-ben alapították és egészen a 19. századig éltek benne szerzetesek. A barcelonai gróf által alapított erődként, királyi rezidenciaként és temetkezési helyként is funkcionált. Az épületeket védő három koncentrikus falgyűrű a 14. századi katonai építészet jelentős alkotása. Figyelemre méltóak a gyűrűket tagoló 14. és 15. századi kapuk is. A főtemplomtól északra fekszik a kerengő, a kútház, a káptalani terem, a hálóterem, a refektórium és a konyha. A kolostor temploma a 12. században épült, majd a 13. és a 14. században gótikus stílusban kibővítették. Barokk homlokzatát 1670-ben alakították ki. A benne található két nagyméretű 14. századi (a 19. században restaurált) szarkofágban az aragóniai-katalán uralkodócsalád több tagját temették el. A jelentős vallási központban gondnoki lakást, vendégházat, melléképületeket, apáti szállást és gyengélkedőt is kialakítottak. |                 |

| | Mérida régészeti emlékei |
| 1993 |                          |
| Kulturális (III)(IV) |                          |
| Védett terület: 30,77 ha, puffer zóna: 354,82 ha, hivatkozás: 664 |                          |
| Meridát Augustus római császár alapította i. e. 25-ben Emerita Augusta néven kiszolgált veterán légiósok számára. Itt találhatók Spanyolország legjobb állapotban fennmaradt római kori műemlékei. A helyszínhez tartozó egyik legfontosabb épület a 15 000 néző befogadására alkalmas amfiteátrum. Az i. e. 8-ra elkészült építményben állatviadalokat és az elárasztott küzdőtéren vízi összecsapásokat is bemutattak. A közelében lévő dombon álló jó állapotban megmaradt színházat Marcus Vipsanius Agrippa hispániai tartózkodása alatt avatták fel. A városban látható a római világ egyik legnagyobb cirkuszának az i. sz. 1. században elkészült Circus Maximusnak a maradványai. Különösen jó állapotban vannak még ma is a város vízvezetékének egyes részei, ezen kívül gátak és csatornahálózatok maradványai. A helyszínhez tartozik még az i. sz. 1. századi Diana-templom, a Traianus diadalívének tartott városkapu vagy templomkert bejárat, tavernák, lakóházak és városi lakóépületek. |                          |

| | Santiago de Compostelába vezető zarándokút |
| 1993, kiterjesztés: 2015 |                                            |
| Kulturális (II)(IV)(VI) |                                            |
| Védett terület: 16 285,7 ha, hivatkozás: 669 |                                            |
| A francia-spanyol határtól induló sok évszázados, több nyomvonalú zarándokutak közelében mintegy ezernyolczáz történelmileg jelentős egyházi és világi építmény található. A zarándoklatok csúcspontja a 11. és a 12. századra tehető. Franciaországból két útvonal éri el Spanyolországot, az egyik Roncesvalles-nél (Valcarlos-hágó), a másik Canfranc-nál (Somport-hágó) majd Pamplonától nyugatra Puente de la Reina közelében összeolvad és Burgos, León érintésével az ország északi területén keresztülhaladva éri el Compostelát. A zarándokutak fontos részei voltak a kor spirituális életének, a különböző tájakról érkező emberek kulturális cserének és összekapcsolta a kontinens többi részével a viszonylag elszigetelt Pireneusi-félszigetet. Az útvonalak melletti épületek egy része a zarándokok ellátására készült, pl. vendégfogadók, ispotályok, hidak a továbbhaladáshoz (Puente de la Reina kőhídja a 11. századból), valamint templomok (León és Burgos katedrálisai). Az úton ma is zarándokok ezrei mennek végig, a modern útvonalak párhuzamosan haladnak a régiekkel. |                                            |

| | Santa María de Guadalupe királyi kolostor |
| 1993 |                                           |
| Kulturális (IV)(VI) |                                           |
| Védett terület: 1,1 ha, puffer zóna: 43,65 ha, hivatkozás: 665 |                                           |
| A kolostor ami négy évszázadnyi egyházi építészet műemléke ma is jelentős egyházi központ Caceres provinciában. Egy 13. századi remeteség helyén egy egy győztes csata után XI. Alfonz 1340-ben rendelte el egy nagyobb kolostoregyüttes építését. Négy fő részből áll, bazilika, az auditórium, a mudéjar stílusú és a gótikus stílusú kerengők. Fontos kulturális központként működött, híres volt orvosi iskolája, kórháza, másoló műhelye és gazdag könyvtára. Bőkezű uralkodói támogatásokban részesült, fokozatosan gyarapodott, díszítése jó nevű művészek munkái. Itt dolgozott többek között Juan de Sevilla, Francesco de Zurbarán, Vincente Carducho és Luca Giordano is. A kolostorban őrzött Guadalupei Szűzanya (a Dél-Amerikát meghódító spanyolok védőszentje) az Újvilág gyarmatosításának és a kereszténység terjedésének egyik jelképévé vált. |                                           |

| | Doñana Nemzeti Park |
| 1994, kiterjesztés: 2005 |                     |
| Természeti (VII)(IX)(X) |                     |
| Védett terület: 54 251,7 ha, hivatkozás: 685 |                     |
| A Doñana Nemzeti Park Spanyolország legnagyobb nemzeti parkja. Az Andalúziában fekvő egykori királyi vadászterület vizes élőhelyei európai viszonylatban is jelentősnek számítanak. Jellegzetességei a lagúnák, mocsarak, a hangás szavanna jellegű területek, a paratölgyerdők, a cserjés erdők és bozótosok, valamint állandóan vándorló homokdűnék. A park jövője biztosítottnak tűnik, de komoly problémákat okoz a terjeszkedő mezőgazdaság, idegenforgalom, az orvvadászat és a legeltetés. A park jellegzetes állatai a madarak, közülük több veszélyeztetett faj is megtalálható itt. Jelentős a flamingópopuláció, élnek itt gémek, gólyák, darvak, barátkeselyűk, ibériai sasok is, és itt található a mediterrán térség egyik legnagyobb kócsagfészkelő helye is. A park déli részét fenyveserdők borítják. Többi veszélyeztetett állatfajai közé tartozik az ibériai hiúz és az egyiptomi mongúz. |                     |

| | Cuenca történelmi városrésze |
| 1996 |                              |
| Kulturális (II)(V) |                              |
| Védett terület: 22,79 ha, puffer zóna: 170,49 ha, hivatkozás: 781 |                              |
| Cuencát arabok alapították egy sziklás magaslaton Madrid és Valencia között a Jucar folyó partján. A Córdobai Kalifátushoz tartozott, ebből a korból maradtak meg bástyákkal megerősített városfalai. A 12. században kasztíliai fennhatóság alá került, ekkor királyi város és püspöki székhely lett. Ekkor épült a Nagymecset helyére az ország első gótikus székesegyháza. Ezután számos más egyházi épületet is emeltek a településen, a legtöbb templomot és kolostort a következő évszázadokban átalakították vagy kibővítették. A ma is látható városkép jellegzetességei a jó állapotú gótikus, reneszánsz és barokk épületek, köztük nagy arisztokrata házak. Cuenca híres úgynevezett függőházairól is, amelyeket a folyó sziklás partoldalára építettek a mélység fölé és erődítményre hasonlító városképet adnak a felsővárosnak. Az egyik „függőházban” működik a spanyol absztrakt művészet egyik legjelentősebb múzeuma és figyelemre méltó a közeli régészeti múzeum gyűjteménye is. |                              |

| | Valenciai Selyembörze |
| 1996 |                       |
| Kulturális (I)(IV) |                       |
| Védett terület: 0,2 ha, hivatkozás: 782 |                       |
| A Valencia kikötővárosban található Selyembörze (vagy Tőzsdepalota) a késő gótikus világi építészet kiemelkedő alkotása. Alapterülete körülbelül kétezer négyzetméter, és a központi vásárcsarnok közelében található. A település Kasztíliai Izabella és II. Ferdinánd uralmának köszönhetően virágzott, és az akkor felhalmozott vagyonnak köszönhetően épülhetett egy ilyen színvonalú világi épületegyüttes ami a kereskedőváros gazdagságát befolyását és hatalmát jelenítette meg. Az 1482 és 1533 között épült börze a Szerződések csarnokából, a Toronyból (egy kápolnával), a Tengerészeti Konzulátus terméből, az Oszlopos teremből és egy kertből áll. Az Oszlopos terem csillagboltozatos mennyezetét huszonnégy oszlop támasztja alá. Az épületegyüttes ma is használatban van, legfőképpen kereskedelmi központként, elsősorban mezőgazdasági termékekkel foglalkozó árutőzsdeként, valamint karnevál idején kiállítóhelyként funkcionál. |                       |

| | Las Médulas |
| 1997 |             |
| Kulturális (I)(II)(III)(IV) |             |
| Védett terület: ha, puffer zóna: ha, hivatkozás: 803 |             |
| A Las Médulasi aranylelőhelyen a rómaiak évszázadokon keresztül bányásztak és egy hidraulikus rendszeren alapuló kitermelési eljárást fejlesztettek ki. A becslések szerint kétszázötven év alatt összesen ezer tonna aranyat termeltek ki. Tevékenységük nyomai, az ipari táj összes lényeges eleme, a lakólétesítmények és a kiegészítő épületek is jó állapotban maradtak meg. A nemesfém bányászatát az egyes területek elárasztásával segítették elő, ami veszélyes módszer volt, és sok ott dolgozó rabszolga halálát okozta. Ez az árasztásos bányászat annyi áldozatot követelt, hogy idősebb Plinius is megemlíti egyik művében. A romboló technika átalakította a tájat, különleges formájú sziklacsúcsokat és kőhalmokat alakított ki. A területet 1992-ben nemzeti parkká nyilvánították. A helyszínhez hozzátartoznak a bányák, a salak lerakóhelyei, a gátak, a tározók, a csatornarendszer, valamint a munkások, a hivatalnokok lakóterületei is. |             |

| | A Katalán Zene Palotája és a Szent Kereszt és Szent Pál Kórház |
| 1997, kisebb módosítás: 2008 |                                                                |
| Kulturális (I)(II)(IV) |                                                                |
| Védett terület: 6,87 ha, puffer zóna: 24,88 ha, hivatkozás: 804 |                                                                |
| A helyszínhez Barcelona két szecessziós stílusú épülete tartozik, mindkettő a katalán építész Lluis Doménech i Montaner alkotása. Az 1905-ben épült Katalán Zene Palotája a város legjelentősebb koncertterme. A fényt és teret összhangba hozó épület acélszerkezetű, amelyet színes kerámiaburkolattal fedtek be, és ólomüveg ablakokkal egészítettek ki. A három év alatt elkészült épület színpadát mindkét oldalról szobrokkal díszítették. A Szent Pál-kórház építését 1901-ben kezdték el, de csak 1930-ra fejezték be. A munkát Pau Gill bankár végrendeletében meghagyott vagyonból finanszírozták. Kialakítása formabontó, ezzel együtt praktikusan illeszkedik a betegek igényeihez. Negyvennyolc különböző, föld alatti folyosókkal összekötött pavilonból áll, amelyeket nagy kertek vesznek körül. A tervezéskor az építész azt az elvet vallotta hogy a harmonikus környezet segíti a betegek gyógyulását és az épület szokatlan megoldásai ellenére is maradéktalanul betöltötte kórház funkcióját. |                                                                |

| | Pireneusok – Mont Perdu/Monte Perdido |
| Franciaország és Spanyolország közös világörökségi helyszíne |                                       |
| 1997, kiterjesztés: 1999 |                                       |
| Kulturális (III)(IV)(V)(VII)(VIII) |                                       |
| Védett terület: 30.639 ha, hivatkozás: 773 |                                       |
| A két ország határán elterülő hegyvidék legmagasabb csúcsa a 3353 méter magas Mount Perdou. A körülötte elterülő különleges szépségű hegyvidéken látványos geológiai képződmények találhatók. A helyszínhez kezdetben a spanyolországi Ordesa y Monte Perdido Nemzeti Park és a franciaországi Pireneusok Nemzeti park egy-egy része tartozott, később (1999-ben) kiegészült Gédre francia településsel is. A vidék fő jellegzetességei a francia oldalon található három cirkuszvölgy (félkör alakú, színházhoz hasonlító völgy) és spanyol részen két szurdok, Európa legmélyebb szurdokai. A térség sokszínű élővilágát a tengerek közelségének és a hegyvidéki klíma együttesének köszönheti és annak, hogy a területen viszonylag kicsi az emberi tevékenység. Az itt élők évszázadokon keresztül pásztorkodó legeltető állattartásból éltek, a hegyi falvakon és tanyákon a modern életforma ma is viszonylag keveset változtatott. |                                       |

| | San Millán Yuso és Suso kolostorai |
| 1997 |                                    |
| Kulturális (II)(IV)(VI) |                                    |
| Védett terület: 19,01 ha, puffer zóna: 266,24 ha, hivatkozás: 805 |                                    |
| A La Rigia tartományban fekvő hegyi faluban Szent Milán hozott létre egy szerzetesközösséget a 6. században, és az általa alapított kolostor rövidesen fontos zarándokhellyé vált. Az épületegyüttes a Felső (Suso) , az Alsó (Yuso) kolostorokból és remetebarlangokból áll. A Felső kolostort közvetlenül a szikla mellé építették, az előcsarnokkal ellátott épület főhajójának egy részét és több kápolnáját a sziklából vágták ki az eredetileg szerzetesi celláknak használt barlangokból. Az egyik ilyen barlangban volt a szent sírja, ahova a középkor folyamán sokan elzarándokoltak. Feltételezhetően ebben a kolostorban készült a 9. vagy a 10. században az a kódex, ami az eddig ismert legkorábbi katalán nyelvemléket tartalmazza. Az Alsó kolostort később, a 11. század közepén kezdték építeni román stílusban. Királyi termét a 16. század második felében díszítették ki, sekrestélye is ebből a korból való. Barokk homlokzatát a 16. és a 18. század között alakították ki, könyvtárában felbecsülhetetlen értékű dokumentumokat őriznek. |                                    |

| | A Földközi-tenger térségének sziklarajzai az Ibériai-félszigeten |
| 1998 |                                                                  |
| Kulturális (III) |                                                                  |
| Hivatkozás: 874 |                                                                  |
| A Spanyolország Földközi-tengeri partvidékén ismert több mint hétszáz késői őskori lelőhely nem nehezen megközelíthető barlangokban, hanem sziklaüregekben, sziklaperemeken és más védett, de jól megközelíthető helyen található. Az ábrázolt jelenetek képi elbeszélések, amelyek leggyakoribb témája a vadászat és a kor embereinek életét meghatározó események. A könnyen hozzáférhető képeket feltételezhetően nem csak egy szűk kör hanem az egész közösség számára készítették. A képel alapján rekonstruálható az itt élők öltözködése, hajviselete, ékszerei, csoportos vadászatai maga a vadászat folyamata, az állatcsapdák stb. Az ábrázolásokon ülő és beszélgető embercsoportok is feltűnnek, a temetkezéseket fekvő alakokkal jelképezték és felbukkannak emberi és állati jegyeket ötvöző keveréklények is. A sziklarajzegyüttes körülbelül i. e. 6000 és a bronzkor között keletkezett, és a műfaj egyik legnagyobb gyűjteménye. |                                                                  |

| | Alcalá de Henares egyeteme és történelmi környezete |
| 1998 |                                                     |
| Kulturális (II)(IV)(VI) |                                                     |
| Hivatkozás: 876 |                                                     |
| A 16. század elején alapított Alcalá de Henáres a 16. és a 17. században egyike volt Európa tudományos központjainak. Ez volt a világ első tervezett egyetemi városa, egy félig lakott középkori település keretein belül alakítottak ki. A munkálatokat Jiménez de Cisneros bíboros kezdeményezte, aki egy olyan tudományos központot akart létrehozni aminek egyetlen funkciója az egyetemi szintű oktatás volt. A 16. század elején készült el az első kollégium (1508) ekkor kezdték el építeni a kápolnát és a ceremóniaterem téglaépületét is. Oktatói és hallgatói szállásokat hoztak létre, folyamatosan készültek el a kisebb kollégiumok (összesen huszonöt) és nyolc kolostort is az egyetem igényeinek megfelelően alakítottak át. Az egyetem ciszterci temploma a 17. század első harmadára készült el. Az intézmény fénykorában tizenkétezer hallgató tanult az egyetemen akik később a Spanyol Birodalom hivatalnokai lettek. Az egyetem a 17. század közepétől hanyatlani kezdett, majd a 19. században Madridba helyezték át. |                                                     |

| | Ibiza élővilága és kultúrája |
| 1999 |                              |
| Vegyes (II)(III)(IV)(IX)(X) |                              |
| Védett terület: 9 020,3 ha, puffer zóna: 7 567,6 ha, hivatkozás: 417 |                              |
| A világörökségi helyszín természeti része a neptunfűnek nevezett Posidonia-nemzetséghez tartozó tengeri növényfajok telepeiből áll, amelyek a helyi ökoszisztémák alapját jelentik és számos faj táplálékául szolgálnak. Az egyre inkább veszélyeztetett fűtelepeken évente körülbelül ugyanannyi biomassza keletkezik egységnyi területen mint egy trópusi esőerdőben. Kulturális része a sziget hosszú történelmének megmaradt emlékei és régészeti lelőhelyei. Már az i. e. 2. évezredre datálható emlékek is ismertek. Az i. e. 8-7. században virágzott Sa Caleta föníciai települése, Puig des Molins szintén föníciai nekropoliszának maradványai egy évszázaddal későbbiek. A föníciai-karthágói uralom idején a terület jelentős központ volt és aktívan részt vett a kereskedelemben. Ibiza felsővárosa (a jelenlegi óváros) is föníciai alapítású és azóta folyamatosan is lakott terület. Később, a 13. században épült meg a vár, a gótikus katedrális és a városfal. A reneszánsz idején a felsővárat megerősítették, ez a kor katonai építészetének egyik jelentős vállalkozása volt. |                              |

| | San Cristóbal de La Laguna (Kanári-szigetek, Tenerife) |
| 1999 |                                                        |
| Kulturális (II)(IV) |                                                        |
| Védett terület: 60,38 ha, puffer zóna: 23,71 ha, hivatkozás: 929 |                                                        |
| A települést 1497-ben alapították Tenerife szigetén egy azóta már lecsapolt lagúna mellett. A már 1510 körül városias jelleget öltő településnek két központja épült ki, a spontán formát öltő Felsőváros, és a tervezett Alsóváros. Ez utóbbi az első erődítmény nélküli spanyol gyarmatváros. Városképére jellemzőek a tágas köztereket összekötő széles főutak és a nagyméretű középítmények. Az évszázadok során egy templommal és egy egyetemmel is gazdagodott. Legrégebbi temploma a 16. század első évtizedében épült gótikus stílusban. A hely hamar népszerű lett és szerzetesközösségek valamint felsőbb osztálybeliek is költöztek ide. A 16. század első harmadában egy vízvezetékrendszert is kiépítettek. Az első egyetemi épület 1744-ben készült el a Szentlélek-kolostor területén. 1818-ban püspöki székhely lett, főtemplomát székesegyházzá nyilvánították. A 16-18. századból számos magánház is fennmaradt. A település sokáig modellje volt az amerikai kontinens spanyol gyarmatvárosainak. |                                                        |

| | Tarraco régészeti lelőhelye |
| 2000 |                             |
| Kulturális (II)(III) |                             |
| Védett terület: 32,65 ha, puffer zóna: 110,4 ha, hivatkozás: 875 |                             |
| A Katalónia déli részén fekvő római Tarraco település fontos kormányzati és kereskedelmi központ volt. Az ásatássorozat eredménye gazdag leletanyag, ami egy prosperáló kereskedővárosra utal. Hispania Criterior székhelyeként fő pillére volt a birodalmi kultusznak. A település védelmét tekintélyes bástyafal látta el, ami még ma is egy kilométer hosszan áll. A hegyen alapított város legmagasabb pontján állt Jupiter temploma, amelyet később egy mecset majd egy keresztény székesegyház váltott fel. A római kori épületek gyakran csak töredékesen maradtak fenn – például későbbi házak alapjaként – de a település fő részei így is felismerhetőek. A közigazgatás székhelye a Praetorium volt, a fórum szolgált a provincia egyik vallási és gazdasági központjaként, a hegygerincen állt a kormányzó palotája és feltártak egy amfiteátrumot is. Néhány felszín alatti épület kivételesen jó állapotban van. Az ásatások során előkerült leleteket a Praetorium mellett épített régészeti múzeumban őrzik. |                             |

| | Atapuerca régészeti lelőhely |
| 2000 |                              |
| Kulturális (III)(V) |                              |
| Védett terület: 284,1 ha, hivatkozás: 989 |                              |
| Az Atapuerca két lelőhelyéről (Gran Dolina és Sima de los Huesos) előkerült emberelőd maradványokon tanulmányozható a mai ember korai fejlődése. A maradványok nagy számának köszönhetően egy egész a középső pleisztocén kori populációval kapcsolatos összehasonlításokat is el lehet végezni. Ezen kívül körülbelül 800 000 éves és mai emberek maradványait is feltárták. A leghíresebb lelet az úgynevezett Atapuerca 5 koponya (kora kb. 300 000 év) európai, neander-völgyi vonásokkal. A Sima de los Huesos lelőhelyen összesen több mint ezerhatszáz csontmaradványt tártak fel, amelyek legalább harminc személyhez tartoztak, korukat 120 000 – 780 000 évre becsülik. Harminchat lelet alapján egy új fajt is (Homo antecessor) azonosítottak. A leletegyüttes felbecsülhetetlen értékű a korai európai ember vizsgálatának szempontjából. A területen későbbi festett és vésett barlangrajzokat is találtak, valamint emberi maradványokat és edénytöredékeket is. |                              |

| | Vall de Boí katalán-román stílusú templomai |
| 2000 |                                             |
| Kulturális (II)(IV) |                                             |
| Védett terület: 7,98 ha, puffer zóna: 3 562 ha, hivatkozás: 988 |                                             |
| A Középső-Pireneusokban található Vall de Boi egy keskeny, mély völgy, ahol minden településen egy román kori templom áll. A világörökségi helyszínhez a Santa Maria és San Climent (Taüll), Sant Felin (Barnera), Sant Joan (Boi), Asunción (Coll), Santa Maria (Cardet), Natividad (Durro), Sant Quirz (Durro) és Santa Eulália (Erill la Vall) templomok tartoznak. A középkorban nagy mennyiségű pénz áramlott a területre, ez tette lehetővé a letisztult román stílusú épületek létrehozását. A térséget jelentős kulturális hatások is érték, kivéve az arabokét, akik nem jutottak el a völgybe. A 11-12. századi templomok építését a helyi püspök rendelte el, az épületek tervezésekor valószínűleg érvényesültek lombardiai hatások is, ahol a román kori építészet egyik központja fejlődött ki. A két legjelentősebb templom a Santa Maria és a San Climent, mindkettő 1123-ban készült el. Freskódíszítésüket leválasztották a falról és múzeumban őrzik. A San Climent-templom legfeltűnőbb épületeleme messziről látható hatszintes harangtornya. |                                             |

| | Elche pálmaligete |
| 2000 |                   |
| Kulturális (II)(V) |                   |
| Hivatkozás: 930 |                   |
| Elche pálmaligete Európa legnagyobb datolyapálma ligete, amelyet eredetileg a 10. században telepítettek a város muszlim alapításával egy időben. A különösen enyhe éghajlatú területen már ötszáz évvel korábban is termesztettek datolyát, de kevésbé tervszerűen. A fákat a Földközi-tenger déli partvidékeiről szállították ide. A ma is látható liget a mór kertépítészet hagyományait követi és a pálmákon kívül kertek, parkok együtteséből áll. Szerkezet a 12. század közepére már kialakult, ekkorra elkészült az öntözőhálózat is, amit ma is használnak. Amikor a 13. században a település spanyol fennhatóság alá került az uralkodó, I. Jakab utasítást adott megóvására majd utódai is követték példáját. A kertben a pálmák mellett számos más növényfaj egyedei is élnek. Az összesen másfél négyzetkilométeren elterülő kert pálmafái sokféle módon hatottak Elche kultúrájára és a helyiek szokásaira. |                   |

| | Lugo városfala |
| 2000 |                |
| Kulturális (IV) |                |
| Védett terület: 1,68 ha, puffer zóna: 59,88 ha, hivatkozás: 987 |                |
| A kelta eredetű település Augustus császár uralkodása alatt került római fennhatóság alá. Teljes hosszában fennmaradt városfala később, a 2-3. században épült. A fal mai is meghatározza Lugo városképét, ez a legszebb fennmaradt nyugat-európai késő római erőd. Az évszázadok során a várost többször is megostromolták, és volt amikor a fal sem védte meg lakóit. Az 5. században a svévek, 457-ben a vizigótok, 714-ben a terjeszkedő arabok, 988-ban a normannok dúlták fel. A 10. század vége után békésebb idők következtek ami elősegítette a fal megmaradását. A teljesen végigjárható városfal 2 100 méteren keresztül fogja körbe a régi városmagot. A településre tíz kapun keresztül lehet bejutni, ebből öt korabeli, köztük a római domborművel díszített Puerta Nueva. A székesegyházhoz vezető Puerta de Santiagót csak a 18. században alakították ki. A falat megerősítő félkör alaprajzú tornyokból megközelítőleg a fele maradt meg, a többit lebontották. |                |

| | Aranjuez kultúrtáj |
| 2001 |                    |
| Kulturális (II)(IV) |                    |
| Védett terület: 2 047,56 ha, puffer zóna: 16 604,56 ha, hivatkozás: 1044 |                    |
| Az Aranjuez kultúrtájon a természeti környezet és az emberi alkotások harmonikus egységben léteznek egymás mellett. II. Fülöp uralkodása óta itt található a spanyol királyok nyári rezidenciája. A kultúrtáj részei egy megtervezett város, kertek, veteményesek, gyümölcsösök, paloták, kastélyok, francia barokk kertek, szökőkutak, erdők, mocsarak, öntözőrendszerek és mesterséges csatornák. A vidék fejlesztését az uralkodók háromszáz éven keresztül feladatuknak tekintették. A királyi palotát 1560-ban kezdték építeni vidéki laknak, de később Juan de Herrera tervei alapján királyi palotává fejlesztették. Háromszintes középső részéhez kétszintes oldalszárnyakat építettek. A kertben álló pavilon a 19. század első éveiben épült, IV. Károly megrendelésére. A felvilágosodás korában jelentős növénynemesítési és állattenyésztési tevékenységet is folytattak a területen. |                    |

| | Úbeda és Baeza reneszánsz műemlékei |
| 2003 |                                     |
| Kulturális (II)(IV) |                                     |
| Védett terület: 9 ha, puffer zóna: 176 ha, hivatkozás: 522 |                                     |
| A két, egymástól tíz kilométer távolságra fekvő települést a mórok alapították a 9. században. Két régió, Andalúzia és Kasztília határán fekszenek, így arab hagyományok északi hatásokkal keveredtek. A 13. századi reconquista után körülbelül még két évszázadig megőrizték eredeti városszerkezetüket. Virágkorukat a 16. században élték, de ekkor is csak egy szűk arisztokrata és egyházi réteg emelkedett fel. A két települést gyakorlatilag egy egységként kezelték, Úbedában épültek fel az arisztokraták házai és palotái, Baezában találhatók az egyházi, oktatási és középületek. Mindkét város szabálytalan szerkezetű, jellegzetességeik kanyargó utcáik. Mai városképükben a reneszánsz építészet dominál. A fallal védett Úbeda központja a Vázquez de Molina-tér itt épült fel a Megváltó temploma. A szintén falakkal védett Baeza székesegyháza 1570-ben épült, a város legfontosabb épületei egy hosszú tengely mellett helyezkednek el. Városközpontja a Plaza del Populo, a tér közepén álló Oroszlános kúttal. |                                     |

| | Vizcaya-híd |
| 2006 |             |
| Kulturális (I)(II) |             |
| Védett terület: 0,85 ha, puffer zóna: 12,36 ha, hivatkozás: 1217 |             |
| A Vizcaya-híd Bilbao külső kikötőjében, a baszk nagyváros központjától 13 km-re található. A legidősebb függőhíd a világon, de még ma is forgalmi célokra használják. A híd két, 61 méter magas torony között 45 méter magasban és 160 méter hosszan ível át. Portugalete és Getxo helységeket köti össze a Nervión folyó tölcsértorkolatában, a Vizcayai-öbölben. 1893-ban avatták fel és adták át a forgalomnak. A híd forradalmi építményként hatott születésének korszakában, mivel ez volt az első olyan függőhíd, mely – köszönhetően egy, a két part között közlekedő szállítókompnak – nem akadályozta a hajóközlekedés zavartalanságát. Ezt a technikát később más hidak építésénél is alkalmazták Európában, Amerikában, valamint Afrikában is. |             |

| | Teide Nemzeti Park (Kanári-szigetek, Tenerife) |
| 2007 |                                                |
| Kulturális (VII)(VIII) |                                                |
| Védett terület: 18 990 ha, puffer zóna: 54 127,9 ha, hivatkozás: 1258 |                                                |
| A Tenerife szigetén található Teide Nemzeti Park nagy része vulkanikus táj, és mivel kis területen számos vulkanikus jellegzetesség figyelhető meg geológiai kutatások fontos helyszíne. Legfőbb tájeleme a 3718 méter magas Pico de Teide rétegvulkán, Spanyolország legmagasabb pontja melynek 17 kilométer átmérőjű kalderája uralja a tájat. A hegy a világ harmadik legmagasabb vulkánja a tengerfenéktől számítva 7500 méterre magasodik. A tájat a folyamatosan változó időjárás is formálta, gyakran felhős, ködös az idő, ami különleges hatást kölcsönöz a tájnak. A területnek jellegzetes növény és állatvilága van, mivel a kopár felszínen csak kevés gerinces állat talál magának elegendő élelmet. A kisebb méretű élőlények közül a kanári gyík a park jelképe. Jelentős viszont rovarvilága, amelyek közül 700 fajt dokumentáltak. A virágos növények közül 168 fajt azonosítottak, ezek közül 58 őshonos. A itt található leggyakoribb növény a rekettye. |                                                |

| | Herkules-torony |
| 2009 |                 |
| Kulturális (III) |                 |
| Védett terület: 233 ha, puffer zóna: 1936 ha, hivatkozás: 1312 |                 |
| A Spanyolország északnyugati részén található Herkules-torony a világ egyik legrégebbi működő világítótornya. Az egyetlen megmaradt római kori világítótorony és a legmagasabb ma is álló római építmény. Eredeti neve Farum Brigantium volt és egy olyan partszakaszon emelték ahol a hajózást veszélyesnek tartották. Az 57 méter magas szirten álló tornyot a 2. században építették és La Coruna természetes kikötőjét őrizte. Három szintje csökkenő alapterületű, teljes magassága 55 méter, teteje 242 lépcsőfokon közelíthető meg. A 18. század végén neoklasszicista stílusban felújították és két befelé szűkülő nyolcszögletű épületelemmel egészítették ki. S környéken az emberi megtelepedés különböző szakaszaiból tártak fel emlékeket. Vaskori sziklafaragványokat találtak, a föníciaiak és a kelták is spirituális jelentőségűnek tekintették a helyet. Római épületmaradványok is előkerültek és ismert egy muszlim temető is. |                 |

| | A Côa völgye és Siega Verde történelem előtti sziklarajzai |
| Portugália és Spanyolország közös világörökségi helyszíne |                                                            |
| 1998, kiterjesztés: 2010 (spanyol terület) |                                                            |
| Kulturális (I)(III) |                                                            |
| Hivatkozás: 866 |                                                            |
| A Ribeira de Piscos közelében a Côa folyó partjánál lévő kanyonokban és szurdokokban az itt élők már a történelem előtti koroktól megörökítették magukat. A világörökségi helyszínhez tartozó sziklarajzok egy része i. e. 22 000 és i. e. 10 0000 közé, a felső paleolitikum idejére datálható, a többi a neolitikum idejéből, vagy még későbbről származik. A portugál területen felfedezett sziklarajzok három csoportot alkotnak, az első a faiai gránitbarlangoknál, a második Quinta de Barcánál található, a harmadik Ribeira de Piscosnál kezdődik és a Côa és Duero összefolyásáig tart. A helyszínt 2010-ben kiterjesztették, azóta a spanyolországi Siega Verde 645 sziklavésete is hozzá tartozik. Az ábrázolásokat az 1990-es években fedezték fel amikor egy duzzasztógátat akartak létesíteni a területen de ezek után a portugál kormány a Côa-völgyet régészeti parkká nyilvánította. A gyakran bizarr formájú sziklákba vésett ábrákon felismerhető az ősbölény, a vadló, a gímszarvas, a kőszáli kecske valamint sematikus emberalakok, hiányoznak viszont a háziállatok. A terület az őskori művészet jelentős szabadtéri tárlatának számít. |                                                            |

| | Serra de Tramuntana |
| 2011 |                     |
| Kulturális (II)(IV)(V) |                     |
| Védett terület: 30 745 ha, puffer zóna: 78 617 ha, hivatkozás: 1371 |                     |
| A Serra de Tramuntana kultúrtáj a Mallorca északnyugati partjaival párhuzamos, meredek hegyvidéken található. A területre a teraszos földművelés jellemző, valamint egymással kapcsolatban álló vízelvezető rendszerek, vízimalmok terméskőből készült épületek, templomok falvak és farmok. A szűkös erőforrásokkal rendelkező térségben már több ezer éve folytatnak földművelő tevékenységet. Később a keresztény és muszlim kultúrák egyik találkozási pontjává vált, ennek jele volt korábban az arab módszerek alkalmazása a vízgazdálkodásban majd a keresztények feudális rendszerű földhasználata a 13. századtól. Később az egymástól független kisméretű farmok nagyobb egységekbe olvadtak össze, a terméskő falakkal megtámasztott teraszokon zöldséget, gyümölcsöt, olajbogyót termesztenek. A vízelvezetést bonyolult csatornarendszerrel oldják meg, hogy elejét vegyék a talajeróziónak. A területet 1972-ben került védelem alá. |                     |

| | A higany öröksége: Almadén és Idrija |
| Spanyolország és Szlovénia közös világörökségi helyszíne |                                      |
| 2012 |                                      |
| Kulturális (II)(IV) |                                      |
| Védett terület: 104,1 ha hivatkozás: 1313 |                                      |
| A „higany öröksége” nevű világörökségi helyszínen Spanyolország és Szlovénia osztozik. Higanyt csak nagyon kevés helyen bányásznak, és Almadén, valamint Idrija az eddig ismert lelőhelyek közül a legnagyobbak közé tartoznak. A higanyt – ami egy viszonylag ritka, mérgező fém – hosszú ideig nem tudták más anyagokkal helyettesíteni bizonyos ipari tevékenységek során, ezért kitermelése már évezredekkel ezelőtt elkezdődött. Az Almeria közeli lelőhely már az ókorban is ismert volt, míg Idrijában csak a 15. század végén, 1490-ben kezdték el bányászatot. A két lelőhely birtoklása kontrollt jelentett a nemzetközi piacok jelentős része fölött is és jelentős gazdasági előnyt biztosított tulajdonosainak, mivel a higany nélkülözhetetlen volt az Újvilágban feltárt ezüstkészletek kiaknázásában. Az Almeriában fennmaradt épületek kevésbé a bányászathoz inkább az itt dolgozók mindennapi életéhez köthetők, mint a Retamar kastély, vallási épületek és a hagyományos lakóépületek, míg Idrijában főleg a kiszolgáló épületek maradtak meg, köztük higanyraktárak, az infrastruktúra egyes elemei, a bányászok lakónegyede, valamint az itt élők részére épített színház. |                                      |

| | Antequerai dolmenek |
| 2016 |                     |
| Kulturális (I)(III)(IV) |                     |
| Védett terület: 2 446,3 ha, puffer zóna: 10 787,7 ha, hivatkozás: 1501 |                     |
| A Spanyolország déli részén Andalúziában fekvő világörökségi helyszín három megalitikus építményből (Menga dolmen, Viera dolmen, El romeral tholosz), és két természeti képződményből (La Peña de los Enamorados, El Torcal de Antequera hegyek) áll. A nagy kőtömbökből álló megalitikus emlékek az újkőkorra és a bronzkorra datálhatók. Az építményeket földhalmok alá rejtették és feltehetőleg rituális, valamint temetkezési célokra használták. Szerves egységet alkotnak a környezetükkel, tájolásuk a hegyek elhelyezkedésétől függ. A belsejükben kialakított kamrákat és egyéb tereket gerendákkal vagy álkupolákkal fedték le. Belső szerkezetük egyedülálló, komoly tervezést igényelt építészeti megoldásaik az Ibériai-félsziget két építészeti hagyományát egyesítik. A nagy kőtömbök szállítása és az épületek kivitelezése az európai megalitikus építészet egyik legnagyobb technikai és mérnöki vállalkozása volt. |                     |

| | A Kárpátok és más európai régiók ősbükkösei |
| Albánia, Ausztria, Belgium, Bosznia-Hercegovina, Bulgária, Csehország, Észak-Macedónia, Franciaország, Horvátország, Lengyelország, Németország, Olaszország, Románia, Svájc, Szlovákia, Szlovénia, Spanyolország és Ukrajna közös világörökségi helyszíne |                                             |
| 2007, kiterjesztés: 2011, 2017 (spanyolországi helyszínek), 2021 |                                             |
| Természeti (IX) |                                             |
| Védett terület: 92 023,24 ha, puffer zóna: 253 815,38 ha, hivatkozás: 1133 |                                             |
| Ez a határokon átnyúló, többször kiterjesztett helyszín Európa legnagyobb kiterjedésű ősbükköse, jelenleg 18 ország közös világörökségi helyszíne és összesen 94 védett területből áll. Kezdetben az Északkeleti-Kárpátok déli lejtőin, Szlovákia keleti részén és Ukrajnában található védett területhez összesen 10 természetvédelmi körzet tartozott, ezek közül hat Ukrajnában négy pedig Szlovákiában található. Ezek a védett területek egy 185 kilométer hosszú tengelyen fekszenek, tengerszint feletti magasságuk 210 és 1700 méter között váltakozik. A teljes védett övezet eredetileg háromszáz négyzetkilométert foglalt el, majd 2011-ben a helyszínt öt újabb, Németországban található bükkerdővel egészítették ki. A következő kiterjesztés óta, 2017-től a helyszínhez tartoznak mediterrán területek, az Alpok, a Dinári-hegység és a Pireneusok ősbükkösei is. Az utolsó, 2021-es kiterjesztés során bosznia-hercegovinai, csehországi, észak-macedóniai, franciaországi, lengyelországi és svájci bükkösök kerültek a világörökségi listára. Az ősbükkösöben találhatók a világ legmagasabb és legöregebb bükkfái, és megfigyelhető a bükkerdők fejlődésének valamennyi fázisa. A Kárpátokban őshonos bükkfa a Dinári-hegység mellett csak ezeken a területeken vészelte át a jégkorszakot, majd egy rövid, néhány ezer éves időszak alatt elterjedt az egész kontinensen. Az őserdők a bükkfák felbecsülhetetlen értékű genetikai tárházai. A fák mellett található ökoszisztéma magán viseli a jégkorszak utáni élővilág valamennyi jellegzetességét, gazdag növény és állatvilágnak, köztük több védett fajnak nyújt életteret. |                                             |

| | Medina Azahara |
| 2018 |                |
| Kulturális (III)(IV) |                |
| Védett terület: 111 ha, puffer zóna: 2 186 ha, hivatkozás: 1560 |                |
| Medina Azahara egy régészeti helyszín, ahol az Omajjád dinasztia nyugati ága által a 10. században épített város romjai találhatók. Itt volt a Córdobai Kalifátus székhelye, azonban alig néhány év után 1009-10-ben súlyos károkat szenvedett egy polgárháborúban ami a kalifátus végét jelentette. A település ezután feledésbe merült, maradványait csak a 20. század elején fedezték fel újra. Az évszázadok során így nem építették át és pontos képet adhat az omajjád építészet jellegzetességeiről és tágabb értelemben Al-Andaluz nyugati iszlám civilizációjáról. A teljes romváros a világörökségi helyszínhez tartozik, puffer zónájában megtalálhatóak a belőle kiinduló utak, és öntözőcsatornák, valamint a kőbányák ahonnan az építőanyagot kitermelték. A területet a romváros felfedezése óta csak legelőnek használták, ez elősegítette, hogy a maradványok ne sérüljenek. Eddig a lelőhely körülbelül 10 százalékát tárták fel. |                |

| | Risco Caido és Gran Canaria kultúrtáj szent hegyei |
| 2019 |                                                    |
| Kulturális (III)(IV) |                                                    |
| Védett terület: 9 425 ha, puffer zóna: 8 557 ha, hivatkozás: 1578 |                                                    |
| A Grand Canaria központi részén egy kiterjedt hegyvidéki területen fekvő Risco Caido egy jelentős biodiverzitással rendelkező kultúrtáj, sziklákkal, szakadékokkal és vulkanikus felszínformákkal. A kultúrtájhoz tartozik számos korai település maradványa, lakóhelyek, élelmiszerraktárak, ciszternák ami egy prehispán kultúra bizonyítékai a szigeten. Ez a kultúra elszigetelten fejlődött az észak-afrikai berberek érkezésétől egészen a 15. századig, az első spanyol telepesen megjelenéséig. Ezekhez a korai központokhoz kultuszhelyként használt barlangok is tartoztak, valamint két templom (Risco Caido és Roque Bentayga) ahol az évszakokhoz köthető szertartásokat tarthattak. Elképzelhető, hogy a templomokhoz a csillagokkal és a földanyával kapcsolatos szertartások is köthetők. |                                                    |

| | Paseo del Prado és Buen Retiro |
| 2021 |                                |
| Kulturális (II)(IV)(VI) |                                |
| Védett terület: 218,91 ha, hivatkozás: 1618 |                                |
| A Madrid városközpontjában található 200 hektáros kultúrtáj a 16. században indult fejlődésnek miután kialakították a Paseo de Prado-nak nevezett széles útvonalat az ilyen jellegű sétányok hispániai prototípusát. Jellegzetes elemei feltűnő szökőkútjai, köztük leghíresebb a Neptun-kút és a Cibeles-kút, ez utóbbi az azonos nevű téren, a város egyik legismertebb pontján található. A helyszín annak az építészeti és várostervezési fejlődésnek állít emléket, amely a 18. századi felvilágosult abszolutizmusra volt jellemző. Az itt található tekintélyes épületek egy részét a művészeteknek és a tudományoknak szentelték más részüket ipari, kutatási és egészségügyi célokra hasznosították és összességükben a Spanyol Birodalom utópisztikus elképzeléseit tükrözték. A helyszín nagyobbik részét egy 120 hektáros park, a Jardines de Buen Retiro foglalja el a 17. századi Buen Retiro palota maradványaival együtt, ahol végigkövethetőek a kertépítészet különböző módszerei a 19. századtól napjainkig. A világörökséghez tartozik ezen kívül a teraszos kiképzésű Királyi Botanikus Kert is, és egy lakóövezet 19. és 20. századi épületekkel a Barrio Jeronimos negyedben. |                                |

| | Talaiot történelem előtti helyszínek Menorca szigetén |
| 2023 |                                                       |
| Kulturális (III)(IV) |                                                       |
| Védett terület: 3 527 ha, puffer zóna: 19 014 ha, hivatkozás: 1528 |                                                       |
| A talaiot kultúra a megalitikus kultúrák egyik típusa volt, emlékei Mallorcán és Menorcán kerültek elő. A helyszínhez tartozó menorcai emlékek kilenc csoportot alkotnak keletkezési idejük a bronzkor (i. e. 1600 körül) és a késői vaskor (i. e. 123) közé datálhatók. A különböző formájú küklópikus építési módszerrel készült épületeken végigkövethető a sziget kőépítészetének fejlődése. Ez a fajta építési mód nagyméretű köveket használ fel, amelyeket kötőanyag nélkül illesztenek egymáshoz. Megtalálható közöttük hipogeumok (mesterségesen kivájt barlangok), a talaiotok (csonka kúp alakú építmények), különböző vallási épületek, kerek alaprajzú házak, és oszlopokkal tartott tetőszerkezetek. A viszonylag kis távolságban lévő lelőhelyek között szoros kapcsolatok alakulhattak ki. Az építészet fejlődése egy hierarchikus társadalom kialakulására utal, az épületek tájolása alapján feltételezhető, hogy bizonyos fokú csillagászati ismeretekkel is rendelkeztek. |                                                       |

## Javasolt helyszínek
| Név | Kép | Típus      | Kritérium             | Év   | Hiv. |
| --- | --- | ---------- | --------------------- | ---- | ---- |
| Pulpí geóda                                                                                             |     | természeti | VII, VIII             | 2025 |      |
| Laboral Egyetem, Gijón                                                                                  |     | kulturális | II, IV                | 2025 |      |
| A La Palma-sziget sziklarajzai                                                                          |     | kulturális | III, V                | 2025 |      |
| Európai papírmalmok Csehország, Lengyelország, Németország, Olaszország és Spanyolország közös jelölése |     | Kulturális | II, III, IV           | 2024 |      |
| Carmona kultúrtáj                                                                                       |     | kulturális | V                     | 2023 |      |
| Sigüenza és Atienza                                                                                     |     | kulturális | IV, V                 | 2022 |      |
| A pireneusi állam létrejöttének emlékei Andorra, Spanyolország, Franciaország közös jelölése            |     | Kulturális | III, IV               | 2021 |      |
| Italica                                                                                                 |     | kulturális | II, IV, VI            | 2019 |      |
| Az Ibériai-félsziget mozarab épületei                                                                   |     | kulturális | I, II, III, IV        | 2019 |      |
| Egarai püspöki székhely                                                                                 |     | kulturális | II, III, IV           | 2019 |      |
| A föníciai borkereskedelem emlékei az Ibériai-félszigeten                                               |     | kulturális | II, III, IV           | 2018 |      |
| Cíes-szigetek – A Galicia Nemzeti Park atlanti szigetei                                                 |     | természeti | VII, VIII, IX, X      | 2018 |      |
| San Salvador de Valdediós-templom, Villaviciosa                                                         |     | kulturális | I, II, IV             | 2017 |      |
| Andalúziai olajfaligetek                                                                                |     | kulturális | II, V, VI             | 2019 |      |
| Turó de la Seu Vella                                                                                    |     | kulturális | II, IV, VI            | 2016 |      |
| A Santa María de La Rábida-kolostor és Huelvai Kolumbusz-emlékhelyek                                    |     | kulturális | II, III, VI           | 2016 |      |
| A ripolli kolostor kapuzata                                                                             |     | kulturális | I, III, VI            | 2015 |      |
| Priorat-Montsant-Siurana kultúrtáj                                                                      |     | kulturális | V, VI                 | 2014 |      |
| La Rioja és Rioja Alavesa borvidékek                                                                    |     | kulturális | II, III, V, VI        | 2013 |      |
| Jaéni székesegyház (az Úbeda és Baeza reneszánsz műemlékei helyszín kiterjesztése)                      |     | kulturális | I, II, IV             | 2012 |      |
| Salado-völgy                                                                                            |     | kulturális | III, IV, V            | 2012 |      |
| Plasencia - Monfragüe - Trujillo : mediterrán tájak                                                     |     | vegyes     | II, IV, V, X          | 2009 |      |
| A Mesta állattartó céh legeltetési útvonalai                                                            |     | kulturális | V, VI                 | 2007 |      |
| Római utak Spanyolországban                                                                             |     | kulturális | I, II, IV, V, VI      | 2007 |      |
| Ancares – Somiedo                                                                                       |     | vegyes     | V, VII, IX, X         | 2007 |      |
| Loarre kastély                                                                                          |     | kulturális | IV                    | 2007 |      |
| Ferrol, a felvilágosodás történelmi öröksége                                                            |     | kulturális | I, II, III, IV        | 2007 |      |
| A spanyolországi bányászat történelmi öröksége                                                          |     | kulturális | I, II, IV             | 2007 |      |
| A Pireneusok mediterrán oldala                                                                          |     | vegyes     | II, IV, V, VII, IX, X | 2004 |      |
| Empúries görög régészeti helyszíne                                                                      |     | kulturális | III, IV               | 2002 |      |
| Románkori műemlékek Kasztília és León északi részén és Dél-Kantábriában                                 |     | kulturális | II, IV, V             | 1998 |      |
| Erődítmények a spanyol-francia határon                                                                  |     | kulturális | II, III, IV           | 1998 |      |
| Az Ezüstút                                                                                              |     | kulturális | II, III, IV, V        | 1998 |      |
| Spanyolország mediterrán szélmalmai                                                                     |     | kulturális | II, III, IV, V        | 1998 |      |
| Ribeira Sacra, Lugo és Ourense                                                                          |     | kulturális | II, III, IV, V        | 1996 |      |